# Абим (кратер)
Абим (лат. Abisme) — крупнейший известный кратер Япета (по состоянию на 2008 год). Диаметр — около 800 км, координаты центра — 35° с. ш. 88° з. д. / 35° с. ш. 88° з. д. Находится на ведущем полушарии спутника, на границе области Кассини и Ронсевальской земли.
Кратер назван именем Абима из французского эпоса «Песнь о Роланде» — кочевого разбойника, с которым сразился воин-архиепископ Турпен. Имя «Абим» в переводе означает «адская бездна». Это название было утверждено Международным астрономическим союзом в 2013 году.
Абим — древний и сильно разрушенный кратер. Он усеян множеством меньших кратеров, крупнейший из которых — 424-километровый Фальзарон. Вероятно, Абим (наряду со Стеной Япета) относится к древнейшим известным деталям рельефа спутника; их возраст оценивают в 4,4—4,5 млрд лет. Плохая сохранность мешает увидеть Абим на снимках, но он хорошо виден на картах высот Япета, построенных по снимкам «Кассини» стереоскопическим методом. Максимальная разница высот вала и дна Абима составляет 14 км. Судя по размеру этого кратера, он может относиться к бассейнам с кольцевым горным хребтом внутри (англ. peak-ring basins), но его центральная область перекрыта кратером Фальзарон, и её изначальный вид неизвестен.

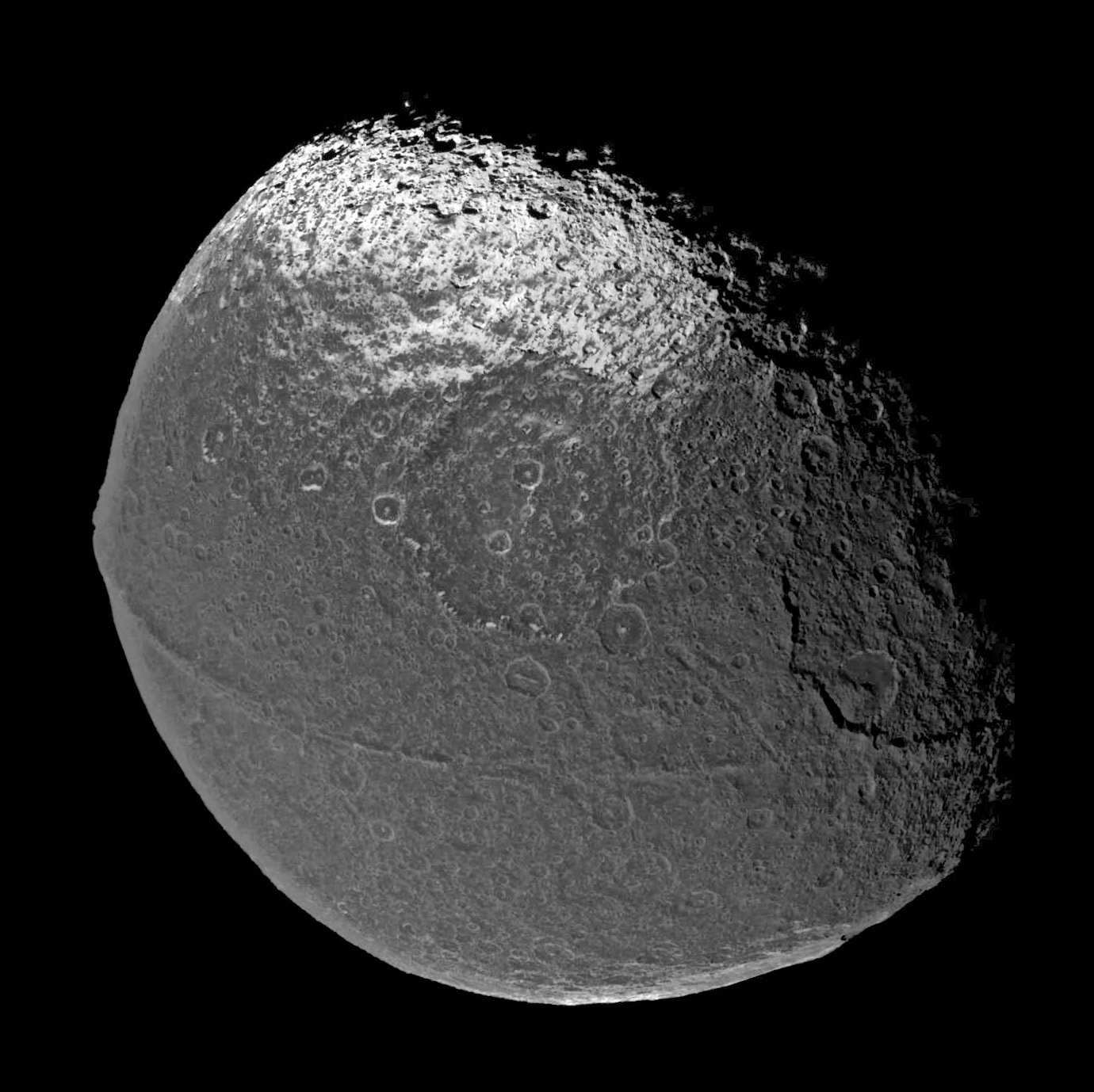
Абим занимает верхнюю левую часть видимой здесь части Япета, охватывая вдвое меньший кратер Фальзарон (хорошо заметный немного выше центра). Мозаика снимков «Кассини», 2004